# Ayah
För andra betydelser, se Ayah (olika betydelser).
Ayah ( آية ʾāyatun, plural Ayat آيات ʾāyātun) är det arabiska ordet för ett gudomligt tecken eller ett mirakel. Ordet refererar vanligtvis till en av de 6236 verser i Koranen (6348 ayat om man räknar bismillah). Muslimer anser att varje ayah i Koranen är ett direkt tecken från Gud.
I slutet av varje vers skrivs vanligtvis versnumret och en symbol som markerar att versen är slut. Denna symbol, "slutet av Ayah", används också för att beteckna slutet på en sura. Unicode-numret för tecknet är U+06DD.